# A Passport to Hell
A Passport to Hell is een Amerikaanse dramafilm uit 1932 onder regie van Frank Lloyd.

## Verhaal
De Britse Myra Carson wordt gedeporteerd naar Duitsland voor een misdaad die ze niet heeft gepleegd. Ze trouwt er met de Duitse luitenant Erich von Sydow. Bij het uitbreken van de Eerste Wereldoorlog overtuigt Myra haar echtgenoot om te gaan spioneren voor de Britten. Op die manier hoopt ze veilig te kunnen terugkeren naar Groot-Brittannië.

## Rolverdeling
| Acteur               | Personage           |
| -------------------- | ------------------- |
| Elissa Landi         | Myra Carson         |
| Paul Lukas           | Kurt Kurtoff        |
| Warner Oland         | Baron von Sydow     |
| Alexander Kirkland   | Erich von Sydow     |
| Donald Crisp         | Sergeant Snyder     |
| Earle Foxe           | Purser              |
| Yola d'Avril         | Rosita              |
| Ivan F. Simpson      | Simms               |
| Eva Dennison         | Mevrouw Butterworth |
| Wilhelm von Brincken | Officier            |